# Volo Aeromist-Kharkiv 2137
Il 23 dicembre 2002, il volo Aeromist-Kharkiv 2137, un Antonov An-140 in volo da Charkiv, Ucraina, a Isfahan, Iran, si schiantò vicino ad Ardestan, in Iran, provocando la morte di tutti i 44 a bordo. Nell'incidente persero la vita specialisti dell'aviazione russi e ucraini che si stavano recando in Iran per l'inaugurazione della nuova versione dell'Antonov An-140.

## L'aereo
Il velivolo coinvolto era un Antonov An-140, marche UR-14003, numero di serie 36525302011, numero di linea 02-04. Venne costruito nel 2002 e consegnato alla compagnia il 22 agosto dello stesso anno. Era spinto da 2 motori turboelica Klimov TV3-117VMA. Al momento dell'incidente, l'aereo aveva meno di un anno.

## L'incidente
Il volo era in rotta da Charkiv, in Ucraina, a Isfahan, in Iran, dopo essersi fermato a Trebisonda, in Turchia, per fare rifornimento. L'aereo si schiantò su un'altura durante la discesa notturna verso l'aeroporto Internazionale di Isfahan, provocando la morte di tutti i 44 a bordo. I passeggeri, tra cui diversi specialisti e funzionari russi e ucraini, erano diretti all'inaugurazione ufficiale della versione iraniana dell'An-140, che era stata autorizzata dall'ufficio di progettazione Antonov. Inizialmente i funzionari iraniani dichiararono di ritenere che l'errore del pilota fosse la causa dell'incidente, ma in seguito riferirono che era troppo presto per determinarlo.

## Le indagini
Il registratore dei dati di volo dell'aeromobile venne recuperato; l'indagine iniziale appurò che l'incidente era stato causato da errori procedurali di navigazione da parte dell'equipaggio. I rapporti del Commonwealth of Independent States e dell'Interstate Aviation Committee conclusero che le principali cause dell'incidente furono:
- una cattiva gestione delle risorse dell'equipaggio;
- la mancata applicazione delle procedure di avvicinamento e l'uso scorretto del sistema di navigazione satellitare GPS dell'aeromobile, in violazione dei suoi requisiti operativi e della loro classificazione per l'uso durante l'avvicinamento:
- il mancato utilizzo delle informazioni provenienti da altre apparecchiature di navigazione installate;
- la mancata ricerca di un avvicinamento alternativo quando si resero conto che il GPS non forniva una lettura realistica del distance measuring equipment.